# Schefferomitra subaequalis
Schefferomitra subaequalis (Scheffer) Diels – gatunek rośliny z monotypowego rodzaju Schefferomitra w obrębie rodziny flaszowcowatych (Annonaceae Juss.). Występuje naturalnie na Nowej Gwinei. 

## Morfologia
PokrójZimozielone i zdrewniałe liany.
LiścieNaprzemianległe. Mają eliptyczny kształt. Blaszka liściowa jest całobrzega.
KwiatyPromieniste, obupłciowe, pojedyncze, rozwijają się w kątach pędów. Działki kielicha mają owalny kształt i dorastają do 4–8 mm długości. Mają 3 wolne działki kielicha, nie nakładają się na siebie. Płatków jest 6, ułożone w dwóch okółkach, są wolne, są nierówne, nienakładające się na siebie. Kwiaty mają liczne wolne pręciki. Zalążnia górna, zbudowana z 1–6 wolnych owocolistków, każdy z jedną komorą.
OwocePojedyncze o prawie kulistym kształcie, są osadzone na szypułkach.